# Чаганский сельсовет
Чаганский сельсовет — сельское поселение в Камызякском районе Астраханской области Российской Федерации.
Административный центр — село Чаган.

## История
Законом Астраханской области от 29 июня 2015 года № 42/2015-ОЗ, муниципальные образования «Село Чаган» и «Уваринский сельсовет» были преобразованы, путём их объединения, в новое муниципальное образование «Чаганский сельсовет» с административным центром в селе Чаган.

## Население
| 2016 | 2017  | 2018  | 2019  | 2020  | 2021  |
| ---- | ----- | ----- | ----- | ----- | ----- |
| 2675 | ↗2684 | ↘2643 | ↘2595 | ↘2583 | ↘2569 |

## Состав сельского поселения
| № | Населённый пункт | Тип населённого пункта       | Население |
| - | ---------------- | ---------------------------- | --------- |
| 1 | Увары            | село                         | ↘1034     |
| 2 | Успех            | посёлок                      | ↘185      |
| 3 | Чаган            | село, административный центр | ↗1502     |